# Twan Poels
Twan Poels (Oeffelt, 27 juli 1963) is een Nederlands voormalig wielrenner. Hij was beroepsrenner tussen 1985 en 1992. Na zijn wielerloopbaan werd Poels makelaar in Gennep. Hij is organisator van het criterium Daags na de Tour dat op de dag na de Ronde van Frankrijk wordt gehouden in Boxmeer.

## Belangrijkste overwinningen
1986
- 1e etappe Ronde van Nederland

1988
- Grand Prix de la Libération

## Resultaten in voornaamste wedstrijden
| Jaar | Ronde van Italië | Ronde van Frankrijk | Ronde van Spanje |
| ---- | ---------------- | ------------------- | ---------------- |
| 1985 |                  |                     |                  |
| 1986 |                  | 65e                 |                  |
| 1987 |                  |                     |                  |
| 1988 |                  | 127e                |                  |
| 1989 |                  | 114e                |                  |
| 1990 |                  | 115e                |                  |
| 1991 |                  | 154e                | buiten tijd      |
| 1992 |                  |                     |                  |

| Jaar | Milaan-San Remo | Gent-Wevelgem | Ronde van Vlaanderen | Parijs-Roubaix | Parijs-Tours |
| ---- | --------------- | ------------- | -------------------- | -------------- | ------------ |
| 1985 |                 | 77e           |                      |                | 41e          |
| 1986 | 112e            | Zilver        | 27e                  | 47e            |              |
| 1987 | 125e            | 37e           | 37e                  |                | 81e          |
| 1988 |                 | 35e           |                      |                |              |
| 1989 |                 |               |                      |                | 91e          |
| 1990 |                 |               |                      |                | 146e         |
| 1991 |                 |               |                      |                |              |
| 1992 |                 | 77e           | 104e                 |                |              |